# Gdynia
Gdynia [ˈgdɨɲa], deutsch Gdingen (1939–1945 Gotenhafen, kaschubisch Gdiniô), ist eine Hafenstadt in Polen in der Danziger Bucht. Sie bildet in der Woiwodschaft Pommern mit dem größeren Danzig (Gdańsk) und dem kleineren Sopot (Zoppot) die Metropolregion Dreistadt (Trójmiasto).
Als Siedlung Gdina 1253 erstmals urkundlich erwähnt, erhielt Gdynia 1926 das Stadtrecht und wurde in der Folge zur wichtigsten Hafenstadt der Zweiten Polnischen Republik ausgebaut. In den 1930er Jahren entwickelte sich Gdynia mit über 100.000 Einwohnern zur Großstadt. Während der Deutschen Besetzung Polens 1939–1945 wurde die Stadt in Gotenhafen umbenannt. Als bedeutender Marinestützpunkt der Kriegsmarine wurde sie durch Luftangriffe der Royal Air Force und der United States Army Air Forces zerstört.
Gdynia steht mit rund 250.000 Einwohnern auf dem zwölften Rang der größten Städte Polens. Wirtschaftlich ist die Stadt heute ein bedeutender Standort von Schiffbau, Marine-Elektronik, Logistik- und Finanzdienstleistungen. Sie ist Hauptquartier der Kriegsmarine der Republik Polen und besitzt mit der Marineakademie und der zivilen Seefahrt-Universität zwei Hochschulen für Nautik. Gdynia belegt regelmäßig Spitzenpositionen in Städterankings nach Lebensqualität, darunter als einzige polnische Stadt im Rahmen des LivCom-Award.

## Lage

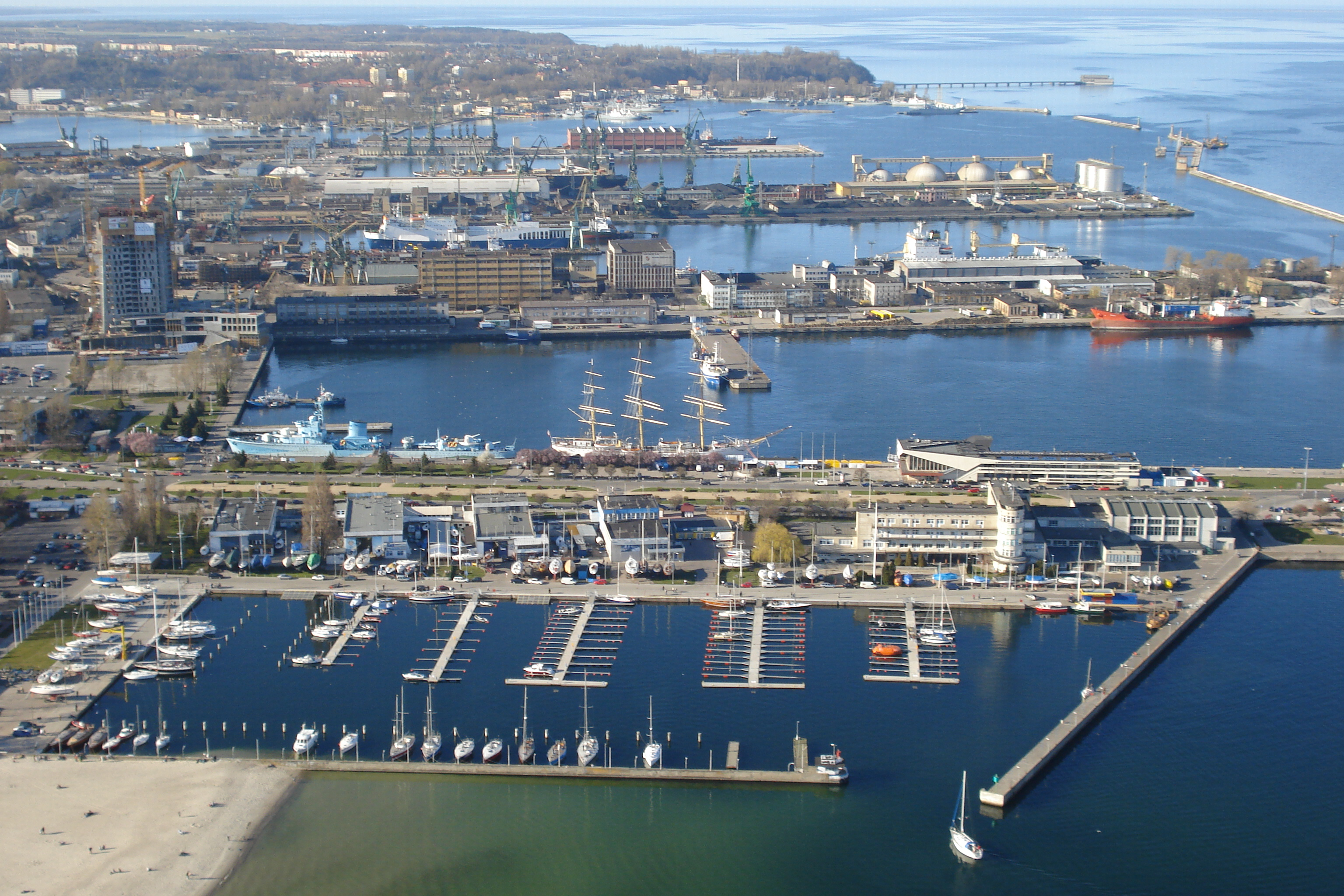
Gdynia

Die Stadtgemeinde liegt im Norden Polens an der Zatoka Pucka (deutsch Putziger Wiek; kaschubisch: Pùckô Hôwinga), die den westlichen, seichten Teil der Danziger Bucht bildet. Gdynia gegenüber liegt die Halbinsel Hel (polnisch: Półwysep Helski, Mierzeja Helska) mit der Stadt Hel, die in den Sommermonaten von Gdynia aus mit einer Fähre erreichbar ist.
Das größte Fließgewässer der Stadt ist die Kacza, die die Stadtteile Dąbrowa, Mały Kack und Orłowo passiert. Die Stadt liegt im Hafen- und Innenstadtbereich knapp über dem Meeresspiegel, die Außenbezirke, darunter Witomino, Mały Kack und Wielki Kack liegen auf den landseitig gelegenen, ansteigenden Höhen.

## Stadtgliederung
| Polnischer Name          | Kaschubischer Name  | Deutscher Name (bis 1920 und 1939–1945) |
| ------------------------ | ------------------- | --------------------------------------- |
| Babie Doły               | Babié Dołë          | Hexengrund                              |
| Chwarzno                 | Chwôrzno            | Quarszau (1874–1945 Völtzendorf)        |
| Chylonia                 | Chëlonô             | Kielau                                  |
| Cisowa                   | Cësowô              | Ciessau (1942–1945 Zissau)              |
| Dąbrowa                  | Dąbrowa             | Dohnasberg                              |
| Demptowo                 | Demptowò            | Demptau (1942–1945 Demtau)              |
| Działki Leśne            | Lasné Dzélczi       |                                         |
| Grabówek                 | Grabòwka            | Grabau                                  |
| Kamienna Góra            | Kamiannô Góra       | Steinberg                               |
| Karwiny                  | Karwinë             |                                         |
| Leszczynki               | Leszczinczi         | Laszinken (1942–1945 Sandnußdorf)       |
| Mały Kack                | Môłi Kack           | Klein Katz (1942–1945 Kleinkatz)        |
| Obłuże                   | Òblëżé              | Oblusch                                 |
| Oksywie                  | Òksëwiô             | Oxhöft                                  |
| Orłowo                   | Òrzłowò             | Adlershorst                             |
| Pogórze                  | Pògòrzé             | Pogorsch (1942–1945 Gotenberg)          |
| Pustki Cisowskie         | Cësowsczé Pùstkòwié | Pustkowie (1942–1945 Zissauerwald)      |
| Redłowo                  | Wësoké Redłowò      | Hochredlau                              |
| Śródmieście              | Strzódgard          | Stadtmitte                              |
| Wiczlino                 | Wiczlëno            | Wiczlin (1874–1945 Vitzlin)             |
| Wielki Kack              | Wiôldżi Kack        | Groß Katz (1942–1945 Großkatz)          |
| Witomino                 | Witòmino            | Wittomin                                |
| Wzgórze Św. Maksymiliana | Sw. Jan             | Johanniskrug (1940–1945 Baltenberg)     |

## Geschichte

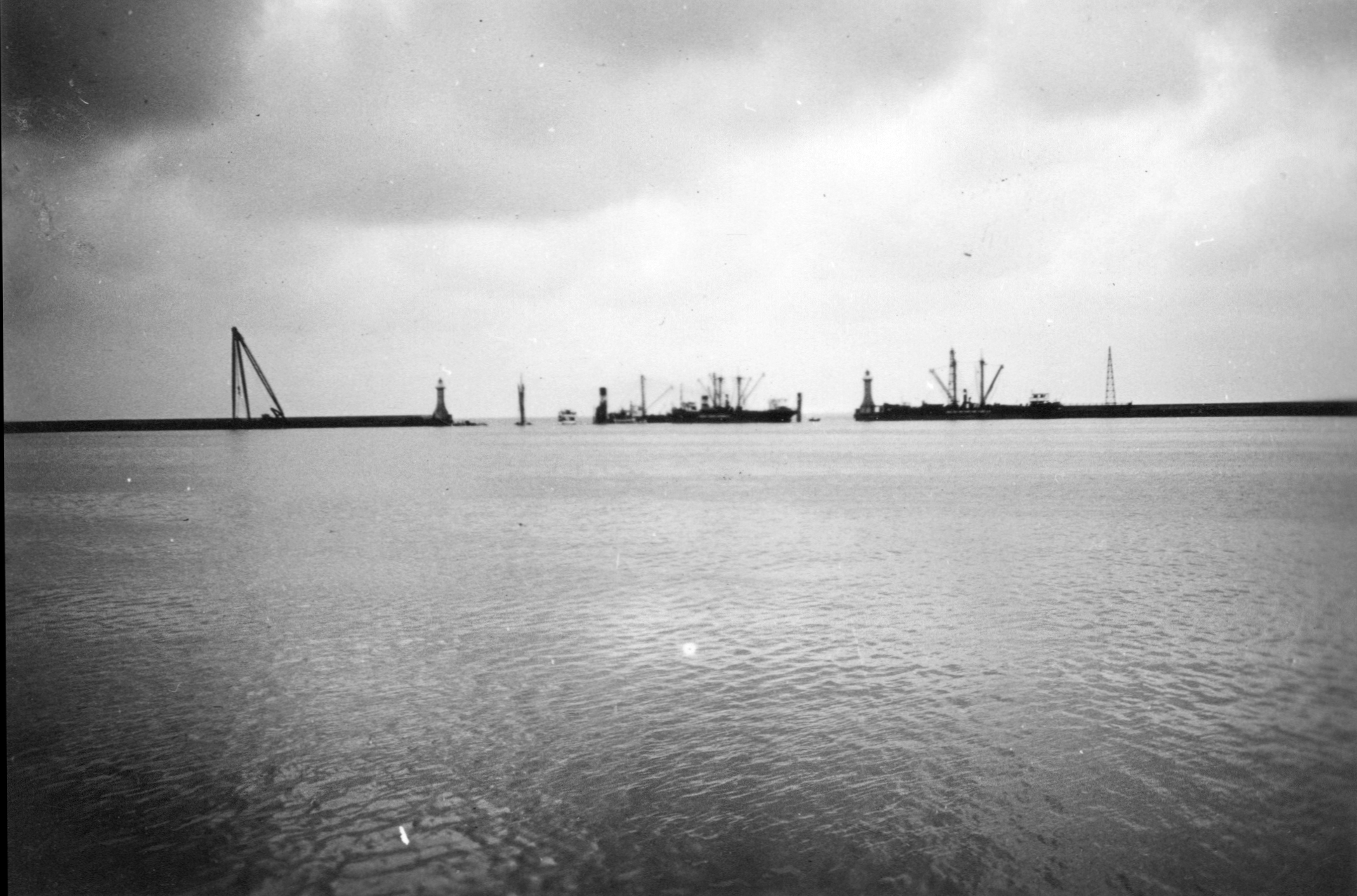
Bau der Hafenmolen (September 1939)

Gdynia war bis 1918 ein Dorf. Durch den Friedensvertrag von Versailles bekam Polen durch den Polnischen Korridor Zugang zur Ostsee, besaß aber keinen eigenen Hafen. Deswegen wurde Gdynia planmäßig zu einem der größten Handels-, Auswanderungs-, Kriegs- und Fischereihäfen ausgebaut. Das Zentrum von Gdynia ist wegen der starken Entwicklung der Stadt ab den 1920er Jahren durch viele Gebäude der Moderne geprägt.

### Zweite Polnische Republik

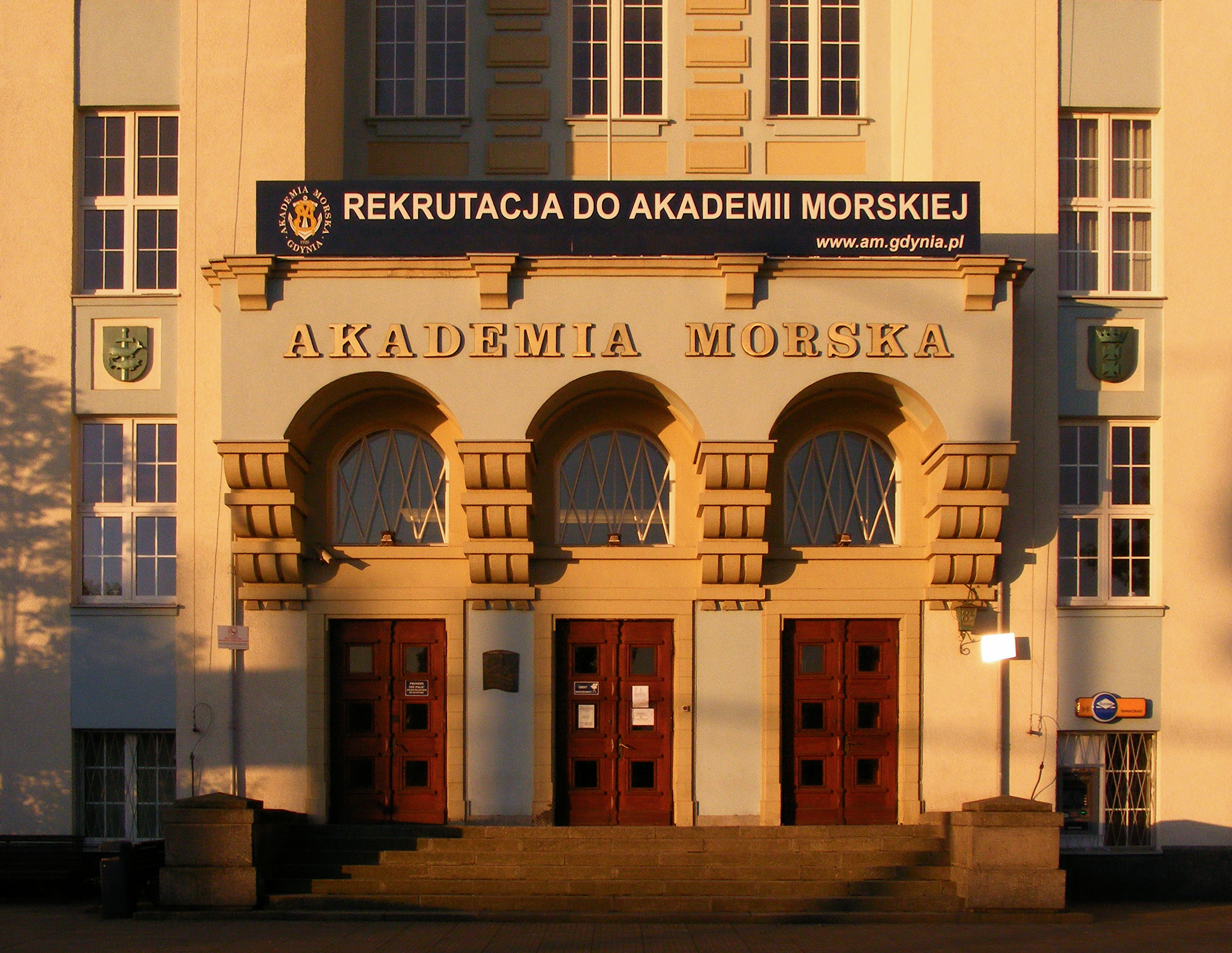
Seefahrt-Akademie Gdynia

Die 1920 gegründete Staatliche Seefahrtsschule (Polnisch: Państwowa Szkoła Morska) wurde am 21. Juli 1928 von Dirschau (Tczew) nach Gdingen verlegt. Mit der Indienststellung der Dar Pomorza 1930 bezog die Seefahrtsschule einen eigenen Bau. Das Instytut Bałtycki (Ostsee- oder Baltisches Institut) zu Thorn eröffnete 1930/1931 eine Abteilung in Gdingen.
In den 1930er Jahren ging der Ausbau der 33.217 Einwohner (1931) zählenden Stadt weiter. In diesem Jahrzehnt wurde die Strandpromenade in Adlershorst gebaut, unterhalb welcher im Sommer das 1964 gegründete städtische Witold-Gombrowicz-Theater auf einer Strandbühne vor der Kulisse von Ostsee und Steilküste spielt. Am 25. Juni 1931 zog die Meteorologische Station des Morski Państwowy Instytut Meteorologiczny (Staatliches Meteorologisches Seeinstitut) in den Neubau des Seeobservatoriums in der ulica Nadbrzeżna 42 (heute ulica Waszyngtona).

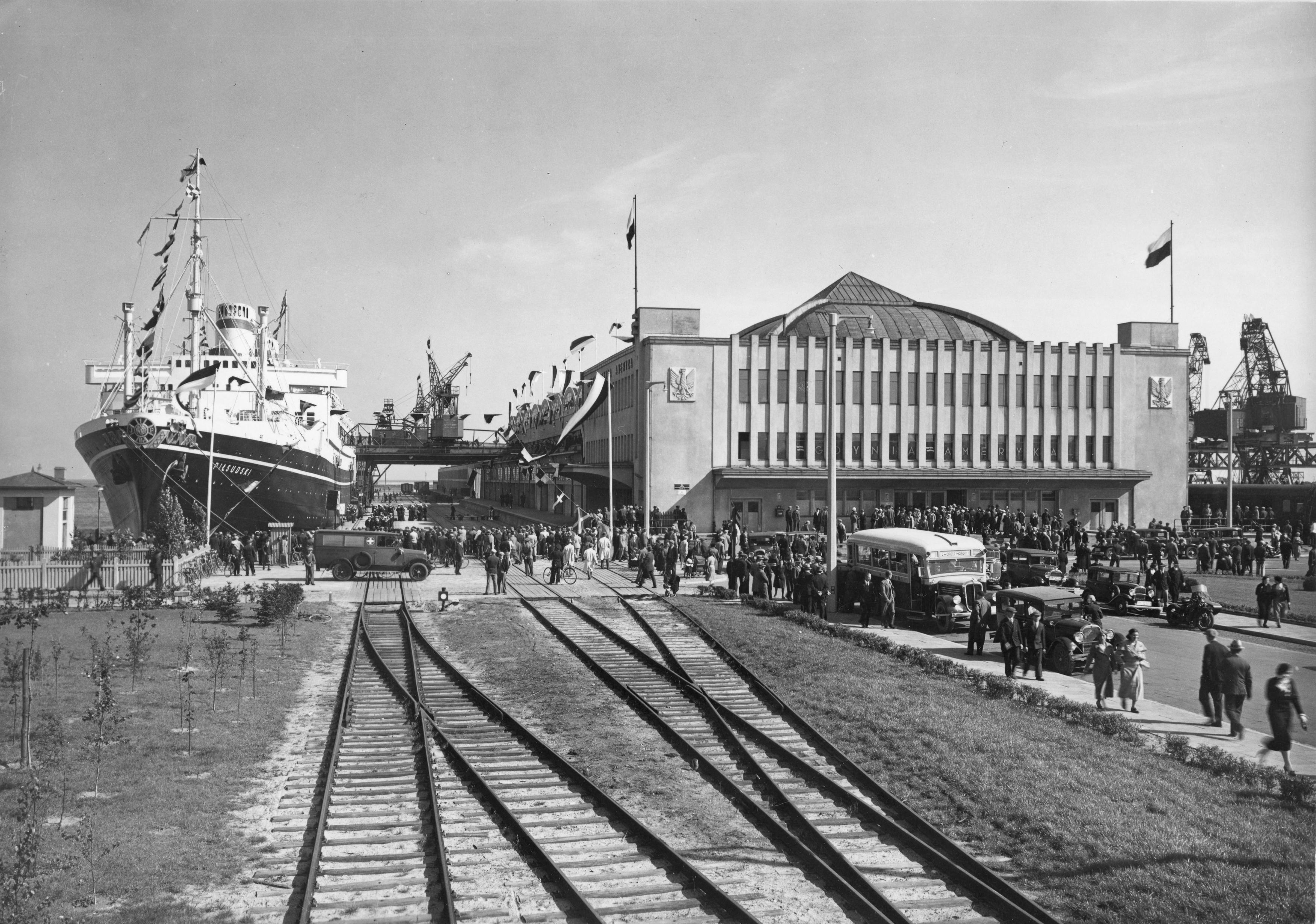
Szenerie am Passagierhafen, 1930er Jahre

Der Hafen wurde bis 1930 zur vollen Funktionsfähigkeit mit Docks, Piers, Wellenbrechern und vielen weiteren nötigen Einrichtungen und Gewerbebetrieben wie Lagerschuppen und -anlagen sowie einer Reisschälfabrik ausgebaut.
Der schnelle Zuzug Arbeitssuchender übertraf die Möglichkeiten, adäquaten Wohnraum zu schaffen. „An dem Stadtrand entstanden Slums, in denen die Arbeitslosen, Obdachlose und niedrig bezahlte unqualifizierte Arbeiter mit ihren Familien“ wohnten. Die Wohnungsnot trieb die Mieten hoch. Das förderte zwar die privaten Bauinvestitionen, doch betrugen die Mieten oft ein ganzes normales Monatseinkommen oder mehr.
Gdingen wurde Passagierhafen für Überseereisen und am 1. Mai 1935 wurde im nahen Rumia (deutsch Rahmel, kasch. Rëmiô) ein internationaler Flughafen eröffnet. Den Schiffspassagen diente das 1932/1933 von Dyckerhoff & Widmann (Büro Katowice) erbaute Abfertigungsgebäude für Überseepassagiere Dworzec Morski (etwa Überseehof), wo sich sowohl Touristen wie auch Auswanderer einschifften. Allen Besuchern steht das Gebäude heute offen, in dem eine kleine Ausstellung über seine Geschichte informiert.
Die staatliche Reederei Gdynia-Ameryka Linie Żeglugowe SA betrieb sieben Passagierschiffe. Im Vorort Grabau auf dem Gelände einer ehemaligen preußischen Kaserne aus dem 19. Jahrhundert ging 1933 eine Unterkunft für Auswanderer (Etap Emigracyjny) in Betrieb, die von dort durch eine eigene Gleisverbindung direkt zum Überseehof gebracht wurden. 1935 weihten Außenminister Józef Beck und Kwiatkowski, inzwischen Schatzminister, die Anlage offiziell ein. Viele jüdische sowie katholische Polen emigrierten von hier aus. Mit dem Krieg ab 1. September 1939 endete die polnische Passagierschifffahrt zunächst.
1937 ging mit dem neuen Gurtbecherwerk die moderne Verladung von Getreide in Betrieb, heute ein Denkmal moderner Industriearchitektur.
Gdingens Hafen stieg bis 1938 zum nach Umschlag größten Hafen des Ostseeraums mit den modernsten Anlagen sowie zum zehntgrößten Hafen Europas auf und bewältigte 46 % des polnischen Außenhandels mit 8,7 Mio. Tonnen (nach anderen Angaben 9,2 Mio. Tonnen). Die Stadt wurde weiter ausgebaut.
1939 maß Gdingen 66 km² Fläche (6. Rang unter Polens Städten) und zählte 115.000 Einwohner (12. Rang unter Polens Städten). In den Jahren 1918 bis 1939 veränderte sich die sprachliche Zusammensetzung der Bevölkerung, so dass die deutsche Minderheit schließlich noch 9,8 % der Einwohner Pommerellens ausmachte. Die meisten zugewanderten Menschen waren Kaschuben oder Polen.

### Deutsche Besetzung
Mit dem Überfall auf Polen begann am 1. September 1939 der Zweite Weltkrieg in Europa. Die Deutschen vertrieben unmittelbar nach der Einnahme der kurz darauf in Gotenhafen umbenannten Stadt im Oktober 1939 geschätzt rund 50.000 Polen. 12.000 bis 13.000 Einwohner, vorwiegend polnische Intellektuelle, wurden in der sog. Intelligenzaktion unweit der Stadt erschossen, unter anderem im Massaker von Piaśnica. 1944 wurden die Massengräber wieder geöffnet und die Leichen verbrannt, um die Spuren zu beseitigen.

### Befreiung und Nachkriegszeit
Mit Luftunterstützung der United States Army Air Forces eroberte die Rote Armee die Stadt. Hitler hatte zuvor Danzig und Gotenhafen zum Festen Platz erklärt, die damit „bis zum Schluss“ zu verteidigen seien. Bei den Kämpfen um dieses Festungsgebiet wurden 39.000 deutsche und 31.000 sowjetische Soldaten getötet. Vor dem endgültigen Rückzug der deutschen Truppen wurden alle Hafeneinrichtungen von Sprengkommandos zerstört. Das Schlachtschiff Gneisenau wurde in der Hafeneinfahrt als Blockschiff versenkt. Der Hafen war ab Juli 1945 wieder nutzbar.
In die Stadt strömten die überlebenden vertriebenen Polen zurück, aus den nach der Konferenz von Jalta von der Sowjetunion annektierten Gebieten zogen Polen als Neubürger in die Stadt.

### Volksrepublik Polen und Dritte Polnische Republik
In der Volksrepublik Polen war Gdynia, insbesondere die 1922 gegründete Werft Gdynia AG (Stocznia Gdynia Spółka Akcyjna), Schauplatz des Arbeiteraufstands von 1970, der das Ende der Ära Gomułka einläutete und zu Umbesetzungen in der Führungsriege der Regimepartei PZPR führte. Auch an den August-Streiks 1980 in Polen und der Gewerkschaft Solidarność beteiligten sich die oppositionellen Kreise Gdynias rege. Im Zuge eines Aufschwungs in der Nachkriegszeit war neben der Werftindustrie die Fischerei ein bedeutendes Gewerbe. In den 1970er Jahren waren hier 5000 Menschen beschäftigt, vorwiegend bei staatlichen Unternehmen wie Dalmor, die im großen Stil Hochseefischerei betrieben. Infolge der politischen Wende im Ostblock vollzogen sich auch hier sektorale Wirtschaftskrisen (Deindustrialisierung) und eine Tertiärisierung mit ambivalenten Auswirkungen auf die maritime Wirtschaft. Nach einer expansiven Phase um die Jahrtausendwende, in der die Werft Gdynia als siebtgrößter Hersteller von Containerschiffen weltweit die Werft Danzig aufkaufen konnte, geriet der größte Industriebetrieb der Stadt in der Weltfinanzkrise 2007–2008 in wirtschaftliche Schwierigkeiten. Sie wurde 2009 abgewickelt, nachdem die Europäische Kommission staatliche Subventionen von 2002 bis 2008 in der Höhe von insgesamt 700 Millionen Euro für illegal erklärte. Während ihres Bestehens baute die Werft über 600 Schiffe, darunter als eine der ersten Doppelhüllenschiffe. Heute gilt Gdynia mit seinem neuen Wahrzeichen, den 2009 erbauten Sea Towers mit 144 m Höhe, zwischenzeitlich die hochpreisigsten Apartmentgebäude Polen, sowie weiteren modernen Sehenswürdigkeiten und einem lebendigen kulturellen Leben als attraktive Stadt und prosperierender Wirtschaftsstandort. Bereits 2002 erhielt die Stadt den Europapreis.

### Bevölkerungsentwicklung
| Jahr | Einwohner    | Anmerkungen            |
| ---- | ------------ | ---------------------- |
| 1852 | 566          | [ 36 ]                 |
| 1870 | ca. 1.200    |                        |
| 1921 | 1.179        |                        |
| 1926 | 6.000        | (vor Eingemeindungen)  |
| 1926 | 12.000       | (nach Eingemeindungen) |
| 1930 | ca. 32.000   | [ 37 ]                 |
| 1931 | 33.217       | [ 10 ]                 |
| 1938 | über 100.000 |                        |
| 1939 | 115.000      | [ 12 ]                 |
| 1940 | ca. 90.000   | [ 38 ]                 |
| 1941 | 99.950       | [ 39 ]                 |
| 1946 | 77.829       | [ 40 ]                 |
| 1950 | 103.458      | [ 41 ]                 |
| 1955 | 129.639      | [ 42 ]                 |
| 1973 | 200.000      | [ 43 ]                 |
| 1987 | 250.000      | [ 43 ]                 |
| 2004 | 253.300      |                        |
| 2015 | 247.672      | [ 44 ]                 |
| 2023 | 241.189      | [ 45 ]                 |

## Infrastruktur und Wirtschaft

### Hafen und Verkehr
Gegenwärtig zeichnet den Hafen von Gdynia ein anhaltendes Wachstum aus, auch in den Jahren der Corona-Pandemie. Der Gesamtumschlag wuchs von 18,2 Mio. Tonnen im Jahr 2015 auf 26,7 Mio. Tonnen 2021. Der Hafen besitzt zahlreiche Terminals unterschiedlicher Spezialisierung, die von polnischen und ausländischen Gesellschaften betrieben werden. 2022 wurde ein weiteres Lagerareal von 18 Hektar Fläche in Betrieb genommen. Gdynia ist mit Stand 2022 und einem Umschlag von 4,7 Mio. Tonnen der größte Getreideverladehafen des Ostseeraums. Der Hafen besitzt eines der drei LPG-Terminals Polens. In Kooperation mit dem staatlichen Pipeline- und Erdölunternehmen PERN, das im Hinterland bei Dębogórze Speicherkapazitäten besitzt, wird an der Vertiefung des Hafenbeckens zugunsten größerer Tanker und weiteren Anpassungen gearbeitet. Andere aktuelle Projekte sind die Erweiterung des Gleisvorfelds sowie längerfristig eine Verbesserung der Autobahnanbindung des Hafens. Bis 2026 soll im Einzugsbereich des Hafens ein Offshore-Windpark entstehen. Heute ist als Teil einer 2014 beschlossenen Ausbaustrategie bis 2027 auf Basis einer internationalen Private Public Partnership (PPP) ein neuer Containerhafen in Planung. Dieser soll Schiffe bis 400 m Länge und 16 Meter Tiefgang beherbergen. Die auf 36 Betriebsjahre angelegte PPP ist mit einem Investitionsvolumen von 5,5 Mrd. Złoty die größte in Polens Geschichte; die Eröffnung des Hafens mit einem anvisierten Umschlag von 2,5 Mio. TEU pro Jahr ist für die Jahreswende 2028/29 geplant. Das jetzige Baltic Container Terminal Gdynia (BTC) kann Schiffe bis 360 m Länge abfertigen und besitzt wegen der Verladung vorwiegend US-amerikanischer Rüstungsgüter auch militärische Bedeutung. Jüngst werden zivile und militärische Beschaffungen Polens beim südkoreanischen Schwerindustrie-Konzern Hyundai Rotem verladen. Im Hafen gibt es ein Areal, das der Unternehmensgruppe Hutchison Port Holdings (Tochterunternehmen der CK Hutchison Holdings mit Sitz in der chinesischen Sonderverwaltungszone Hongkong) gehört und praktisch als Enklave gilt, was aus Sicherheitsgründen in der polnischen Öffentlichkeit und Fachkreisen kritisch bewertet wird. Es wird eine Übernahme durch staatsnahe Unternehmen aus der VR China befürchtet, die den NATO-Flottenstandort Gdynia beeinträchtigen könnte. Der Hafen ist zudem Zielort regelmäßiger Flottenbesuche, von Geschwadern wie einzelnen Einheiten. Zugleich besteht in Gdynia seit über 70 Jahren die chinesisch-polnische Schiffsgesellschaft Chipolbrok, ein Joint Venture, das je zur Hälfte den beteiligten Staaten gehört, einen weiteren Sitz in Shanghai und einen paritätisch besetzten Verwaltungsrat besitzt. Die Zentrale der Reederei in Gdynia leitet den Verkehr in Richtung der Märkte im mittleren Osten und Süd- und Ostasien.
Heutige Universalwerft mit 1500 Mitarbeitern ist die 1990 gegründete Crist S.A., die neben Schiffen auch Komponenten für Offshoreanlagen (Bohrplattformen, Windkraft) und Wasserbaubedarf wie Wehre und Schleusen herstellt. In den letzten Jahren wurden hier u. a. Spezialschiffe für den Betrieb von Offshore-Windanlagen gebaut, zuletzt eines mit Hybridantrieb. Außerdem besteht neben der Nauta S.A., im Kerngeschäft eine Reparatur- und Modifikationswerft, noch die Werft der polnischen Marine als PGZ Stocznia Wojenna. Kleinere Einheiten baut die Niederlassung der niederländischen Damen Shipyards Group.

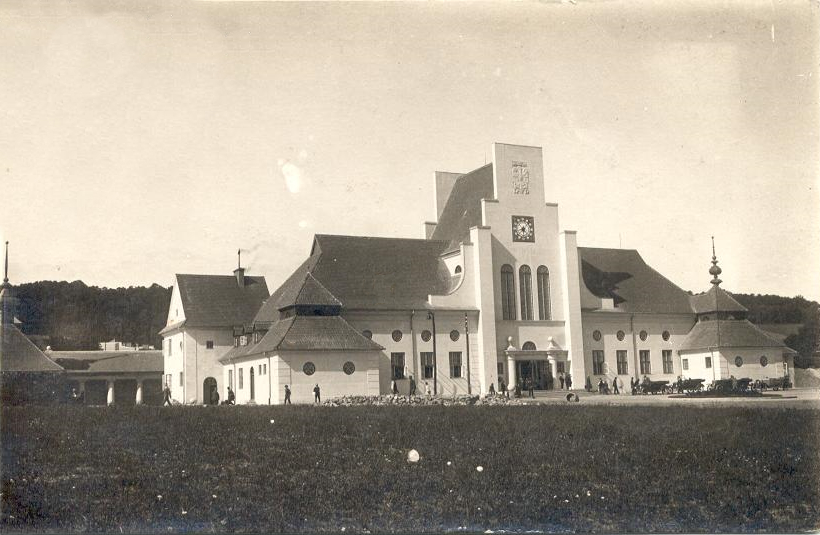
Der im Zweiten Weltkrieg zerstörte Hauptbahnhof, 1923 von Romuald Miller gebaut

Wegen der hier vorhandenen Hafeneinrichtungen ist Gdynia, nicht Danzig, mit Stand 2023 der Anlegehafen für große Kreuzfahrtschiffe in der Bucht.
Als Teil der Trójmiasto ist Gdynia über die küstenseitig verlaufende Europastraße 28 nördlich mit Rumia, südlich mit Sopot (dann Danzig) verbunden.
Der größte Bahnhof ist der Bahnhof Gdynia Główna, der in den 1950er Jahren erbaut wurde. Regional sind vom Hauptbahnhof über die PKP Szybka Kolej Miejska w Trójmieście Sp. z o.o. (SKM) (deutsch wörtlich: Stadtschnellbahn in der Dreistadt) unter anderem die beiden anderen Städte der Metropolregion Trójmiasto Sopot und Danzig zu erreichen, zudem gibt es Zugverbindungen zur Halbinsel Hel und nach Westpommern bis Stettin. Über die Kohlenmagistrale (polnisch Magistrala węglowa) gibt es eine Verbindung nach Süden, die an Danzig vorbei auf dem historischen Polnischen Korridor liegt.
Der Bahnhof ist Hauptknotenpunkt für die Stadtlinien, die als Oberleitungs- und konventionelle Busse die Stadtteile miteinander verbinden. Betreiberin ist die städtische Verkehrsgesellschaft Zarząd Komunikacji Miejskiej w Gdyni (ZKM). Seit 2022 verwendet die Gesellschaft auch 24 E-Busse von Mercedes-Benz.
Der Flughafen Gdynia-Kosakowo wurde am 1. Mai 1935 eröffnet. Er dient der Marinefliegerbrigade (poln. Brygada Lotnictwa Marynarki Wojennej – BLMW) der polnischen Marine als Militärflugplatz unter der Bezeichnung 43. Baza Lotnictwa Morskiego (43. BLM). Hier sind vorwiegend Helikopter, Trainings- und kleine Transportflugzeuge stationiert. Eine umfassende Nutzung im Sinne von Allgemeiner Luftfahrt ist geplant.

### Industrie
Seit 2015 besteht im Stadtteil Chylonia ein LKW-Auflieger-Werk des Konzerns China International Marine Containers. Klimor und Flowair produzieren Klimatechnik. Mit Entwurf und Fertigung von Radiatoren und Boilern beschäftigt sich das Unternehmen AIC. Im Bauchemie-Bereich ist die Firma Nexler, ehemals Izohan, tätig. Sie ist als Marke Teil der Atlas-Gruppe aus Łódź. Der Stahlbauer Vistal befindet sich wegen Verlusten in einem Restrukturierungsprozess. Der Offshore-Bereich von Vistal ist momentan auf drei Jahre an die dänische Karstensenswerft verpachtet, die bis 2018 selbst in Gdynia eine Anlage hatte und nun in Danzig operiert. Im Zuge von Outsourcing hatten die Dänen bereits die Nauta-Werft mit Vorproduktion beauftragt. Diese führt den Kaskobau (Nauta Hull seit 1998) und die Wartung von Schiffsturboladern (Nauta Turbo seit 1994) als separate GmbHs (Sp. z o.o.). Arbeitsschiffe und Pontons stellt die STAL Complex her. Energomontaż-Północ Gdynia (EPG) fertigt Module und Spezialausrüstungen für Bohrinseln und Schiffe, ist aber auch im Onshore-Bereich tätig.

### Logistik, Dienstleistungen und Hochtechnologie
Eine der ältesten Speditionen im Land ist die 1858 gegründete, früher in Posen ansässige C. Hartwig Gdynia S.A., heute vorwiegend im Besitz von Rhenus. Bis vor einigen Jahren gehörte die Hartwig S.A. der Stettiner Gruppe OT Logistics/Rentrans Cargo, dem nach eigenen Angaben größten Hafenbetreiber in Polen, der über eine örtliche Gesellschaft ein RoRo-Terminal betreibt. Der Logistikdienstleister VGL Solid wurde inzwischen von der britischen ligentia übernommen. Ferner gibt es eine Niederlassung der PCC SE, die sich mit intermodalem Güterverkehr befasst. In polnischer Hand befinden sich dagegen der Terminalbetreiber ATC Cargo, der 2016 eine Tochtergesellschaft in China gründete, sowie die vormals staatliche Morska Agencja Gdynia und die Speditionen Balticon und Uni-Logistics. In Gdynia sitzt mit der Vectra S.A. und ihrer Tochter Multimedia Polska außerdem der größte Kabelnetzbetreiber und Installateur des Landes. Von Bedeutung sind auch die Agrar-Großhändler Cefetra (Getreide und Rohstoffe), Polska Meat und Baltima (Milchwirtschaft).
Als Inkubator und Schulungszentrum für wachsende Hochtechnologieunternehmen besteht ein Pomorski Park Naukowo-Technologiczny Gdynia (PPNT), dessen Liegenschaft der Stadt gehört. Heute befinden sich auf diesem wissenschaftlich-technischen Campus vorwiegend Start-up-Unternehmen, während die von Amazon erworbene Softwarefirma Ivona (Spracherkennung) heute zum Amazon Development Center umfirmiert in Danzig sitzt. Die ehemalige Prokom Software des Unternehmers Ryszard Krause aus Sopot ist heute eine Dependance der Asseco Poland Gruppe mit Zentrale in Rzeszów. Davon abgesehen gibt es in Gdynia einige Niederlassungen von Finanztechnologie-Unternehmen, darunter die der London Stock Exchange Group, sowie damit verbundene Softwareentwickler.
Eine Reihe von Unternehmen in Gdynia entwirft und produziert Elektronikkomponenten, die zum Teil unter die Kategorie der Dual-Use Güter fallen. An der Uniwersytet Morski bestehen spezifische Abteilungen und Studiengänge für maritime Elektronik und Automatik. Vorwiegend militärische Radioelektronik produziert Radmor. Das Netzwerkinfrastruktur-Konstruktionsbüro WiRan bietet zivile und militärische Produkte für Satelliten, Seefahrt, Eisenbahnen und Internet of Things an. Die Firma arbeitet mit dem polnischen Militär und der Europäischen Weltraumorganisation zusammen. Seit 2004 besteht der Satelliten- und Raketenhersteller SpaceForest, zunächst auf dem Gelände des Technologieparks. Das Geschäft umfasst auch Radar, Mikroelektronikanwendungen und KI. In den letzten Jahren entwarf und baute das Unternehmen die landesweit größte suborbitale Rakete „Perun“. Elektronik für Schiffe der Handels- und Kriegsmarine, vorwiegend in den Bereichen Telemetrie, Automation und Kommunikation, stellt seit 1989 das Unternehmen Enamor her. Die Firma Elson aus Kosakowo handelt mit und installiert Sicherheitstechnologie, sowohl für militärische See- und Luftfahrt (etwa Radaranlagen), als auch für zivile Anwendungen, ähnlich die Elecom. Ferner befindet sich in Gdynia die Polen-Niederlassung des Sonargeräteherstellers Furuno. Mit Flint Systems und Unitest befinden sich in Gdynia zwei Hersteller von virtuellen und physischen Simulatoren für mehrere Branchen auch außerhalb der Seefahrt.
Die Finanzgruppe Nordea unterhält in Gdynia eine Niederlassung für IT-Services und ist ein bedeutender Arbeitgeber in der gesamten Dreistadt. Darüber hinaus sitzen hier die Investmentgesellschaften BEST S.A., die auch über Tochtergesellschaften im Ausland verfügt und zudem im Inkassogeschäft aktiv ist, sowie die Baltis Investment S.A. Teil der Prokom Investments Gruppe Ryszard Krauzes war die 1991 gegründete und 2021 aufgelöste Petrolinvest, die 2007 an die Börse ging, vorwiegend am kasachischen Öl- und Gasmarkt operierte und sechs Tochtergesellschaften im Ausland besaß. Der Informatikdienstleister MOL arbeitet hauptsächlich für öffentliche Bibliotheken. Im Süden von Gdynia sitzt das Medienhaus Fratria, Herausgeber eines TV-Senders sowie mehrerer Presseorgane und Internetportale für Politik und Wirtschaft. Es wurde 2012 von einem ehemaligen Chefredakteur der Hauptnachrichten von Telewizja Polska gegründet. Mit Basis in Gdynia versorgt die Firma NAVIGA Polarstationen.

### Öffentliche Versorger und Unternehmen
Größter öffentlicher Versorger ist die kommunale Heizungsgesellschaft OPEC, die auch das Umland bis nach Wejherowo mitversorgt. Am regionalen Wasserversorger PEWIK hält die Stadt Gdynia einen Anteil von 35 %, der Rest gehört dem Gemeindeverband und Nachbarorten. Unter den größeren Unternehmen in der Stadt rangiert nach wie vor die als Aktiengesellschaft organisierte Hafenverwaltung. Selbiges gilt für die als Genossenschaft organisierte Bank SKOK Stefczyka, die namentlich an den polnischen Pionier des Genossenschaftswesens Franciszek Stefczyk (1861–1924) und eine gleichnamige Bank der Zwischenkriegszeit anknüpft. Die Neugründung von 1993 konzentrierte sich anfänglich auf Finanzdienstleistungen für Seeleute und Hafenpersonal, verfügt mittlerweile aber durch Fusionen mit diversen Sparkassen als einzige Bank dieser Art über ein landesweites Filialnetz. Außerdem sitzt hier die Schnellbahngesellschaft der Dreistadt PKP Szybka Kolej Miejska w Trójmieście.

### Bildung und Forschung
In Gdynia sind die folgenden Hochschulen und Institute beheimatet:
- Akademia Marynarki Wojennej im. Bohaterów Westerplatte (Marineakademie der Helden der Westerplatte)
- Uniwersytet Morski w Gdyni (Seefahrt-Universität Gdynia)
- Wyższa Szkoła Administracji i Biznesu im. Eugeniusza Kwiatkowskiego w Gdyni[175] (Handelshochschule Eugeniusz Kwiatkowski)
- Institut für Meereskunde (Zakład Oceanografii Operacyjnej), das das Forschungsschiff r/v IMOR unterhält[176]
- Marine Technology, eine seit 1998 bestehende Non-profit Organisation[177]

Ferner ist Gdynia Sitz der nachlyzealen privaten Fachschule für Seefahrt Szkoła Morska, einem Aus- und Weiterbildungsinstitut. 2018 war es Austragungsort der MILSET Expo-Sciences Europe (ESE), einer wissenschafts- und technologieorientierten Jugendmesse. Seit mehreren Jahren finden in der Stadt durch Zusammenarbeit von kommunaler Wirtschaftsförderung, lokalen Ausbildungsstätten, Hafenbehörden und Unternehmen Messen für Berufsein- und Umsteiger sowie Gründer statt. Der Stadtpräsident vergibt einen Preis für Forschungsarbeiten in Technikwissenschaften und Informatik.

## Kultur

### Architektur

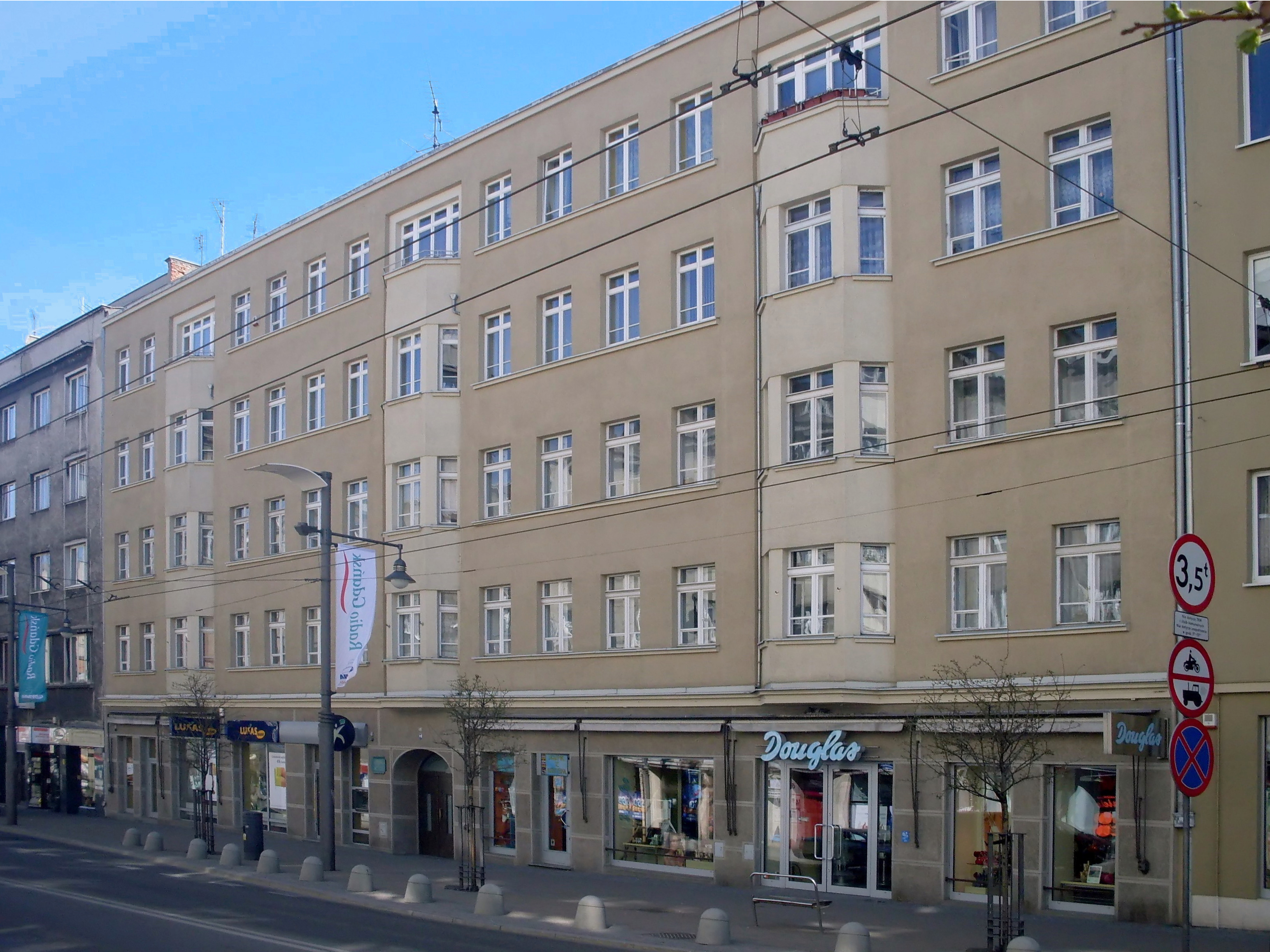
Haus der Familie Stankiewicz
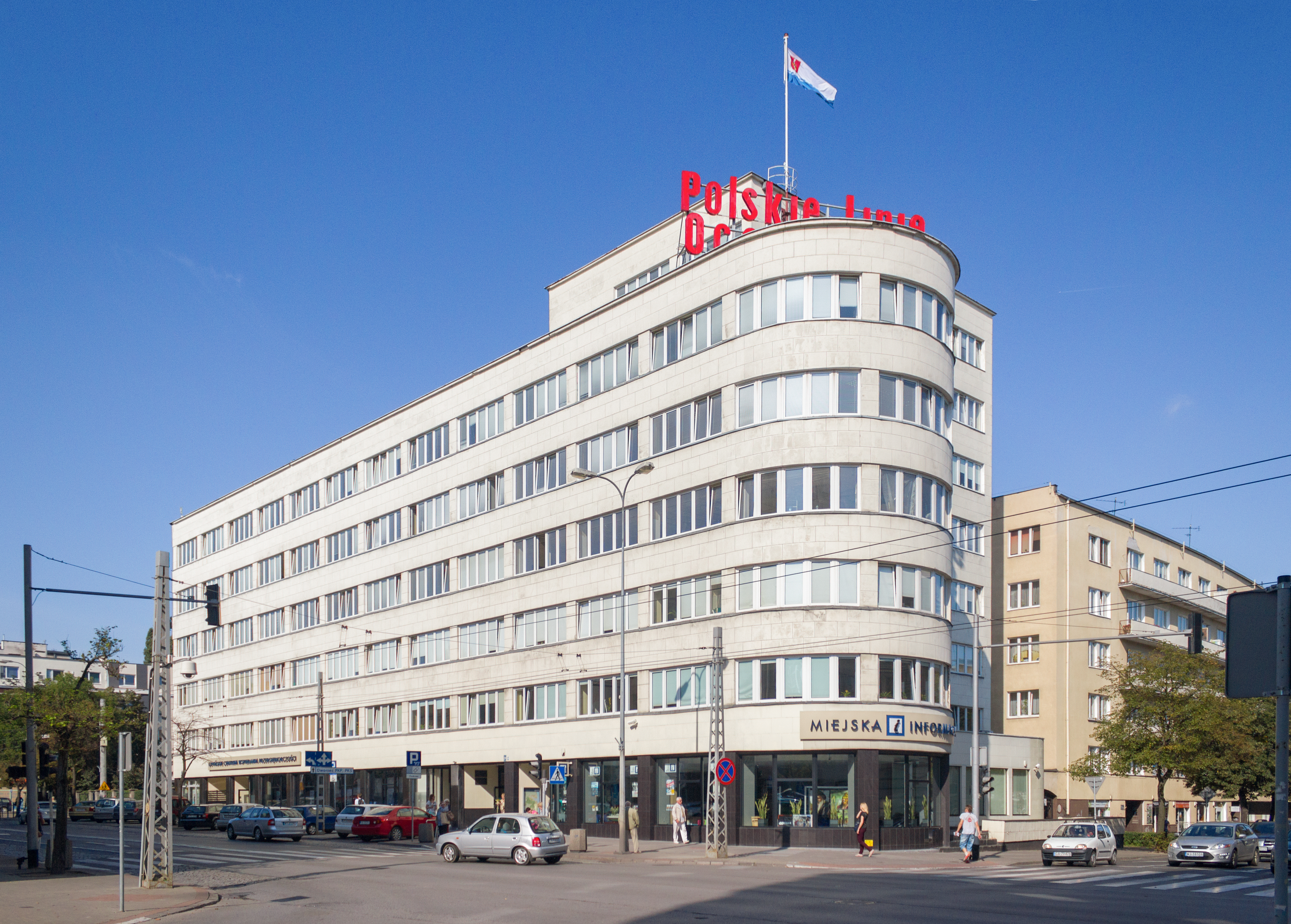
Bau der ZUS, jetzt POL
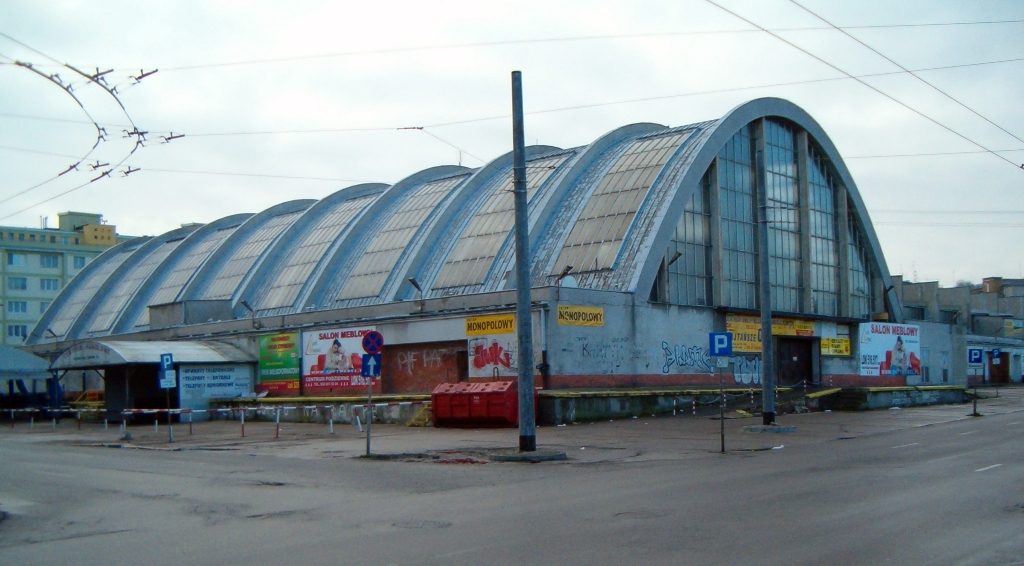
Die Markthalle
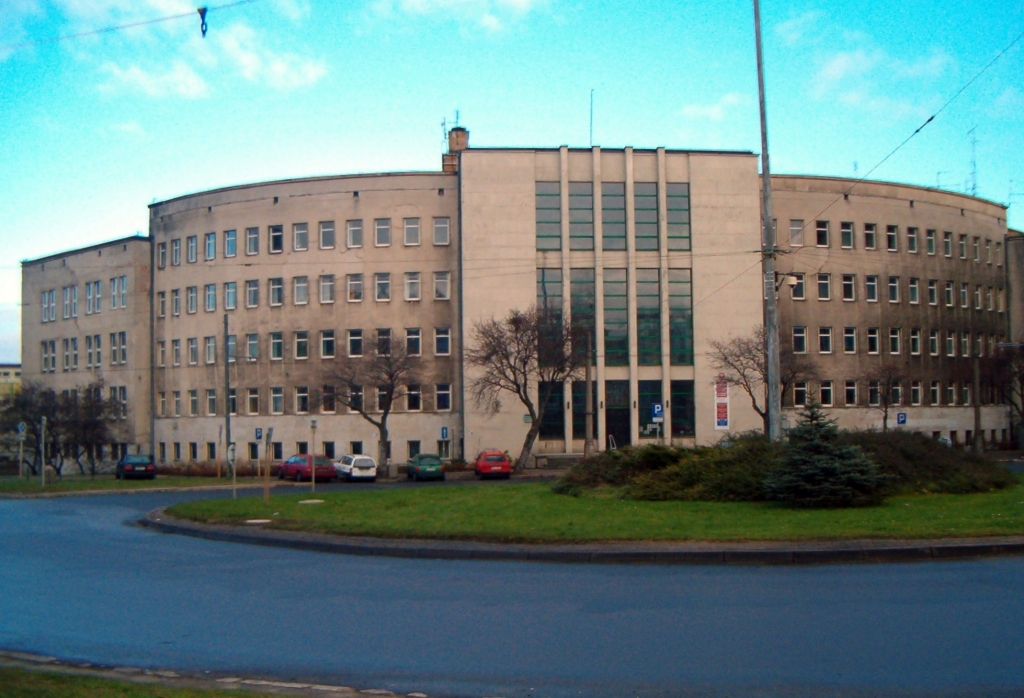
Das Gericht am Plac Konstytucji
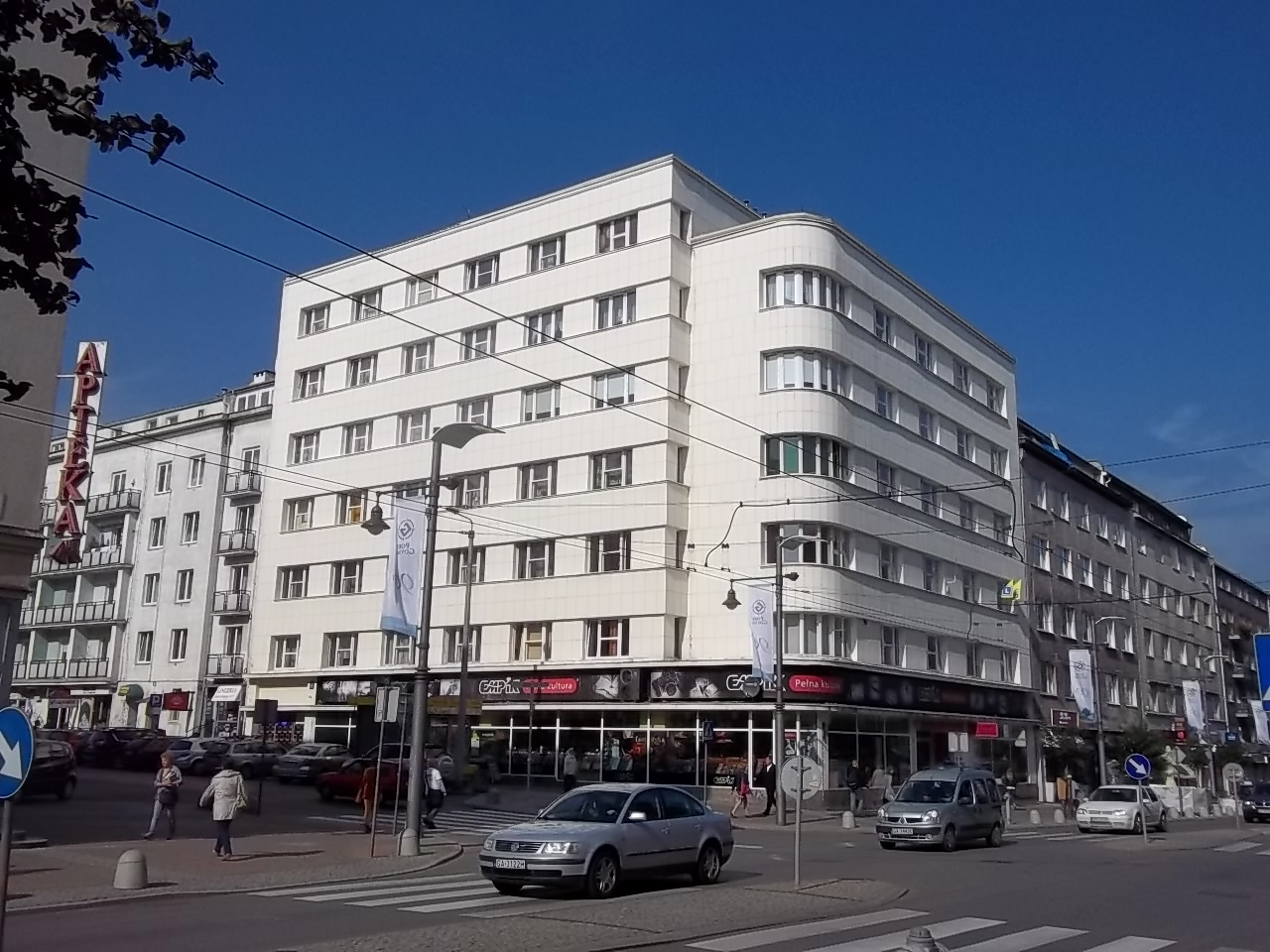
Eckhaus der Familie Orłowski
Skwer Kościuszki 2005 beim Gedenken an den Beginn des Zweiten Weltkriegs

1928 entstand das Hafenbau-Büro mit einem kleinen Innenhof im Stile historischer polnischer Herrenhäuser. Die Familie Pręczkowski ließ von 1928 bis 1937 in Etappen am Skwer Kościuszki 10–12 Ecke ulica Żeromskiego eines der ersten Bürgerhäuser Gdingens in Formen der Moderne erbauen.
Der Architekt Tadeusz Jędrzejewski schuf abgerundete Fassadenmauern sowie ein Türmchen, die Formen einer Kommandobrücke und runder Schiffswände zitieren. Im Parterre befand sich vor und viele Jahre nach dem Krieg das Kino Polonia, später in Goplana umbenannt. Stanisław Filasiewicz errichtete 1929 für die Bank Polski in der ulica 10 Lutego 20/22 (Straße des 10. Februar 1926) ein Gebäude im historistischen Stil mit prächtigem Intérieur u. a. der Schalterhalle unter säulengestütztem Gewölbe. Jerzy Müller errichtete 1930 in der Aleja Piłsudskiego 52/54 für die Zweite Polnische Republik das Regierungskommissariat, das 1937 noch durch einen Flügel an der ulica Bema erweitert wurde.
Tadeusz Jędrzejewski und Włodzimierz Prochaska errichteten 1931 für die Familie Stankiewicz in der ulica Świętojańska 53 ein Wohn- und Geschäftshaus. In der Tordurchfahrt des Hauses haben die heutigen Eigentümer eine kleine Ausstellung zur Geschichte des Hauses eingerichtet. Im gleichen Jahr entstanden in Kielau (pl. Chylonia, kasch. Chëlonô) eine Villa im Stil der alten Schule und in Adlershorst die Villa Weneda sowie die Pension Gryf.
In den Jahren 1932 bis 1935 schuf der Architekt Marian Maśliński in der ulica Starowiejska 7 ein Eckhaus für Juliusz von Hundsdorff.
In der ulica 10 Lutego 24 entstand 1935/1936 ein Bürogebäude für die polnische Sozialversicherung (Zakład Ubezpieczeń Społecznych, ZUS) nach einem Entwurf von Roman Piotrowski. Es ist eines der Symbole der Moderne der Zwischenkriegszeit mit Baukörpern unterschiedlicher Größe sowie einem exponierten abgerundeten Teil. Die Fassaden sind unten mit schwarzem Granit verkleidet und oben mit hellem Sandstein. Heute sitzt die Reederei Polskie Linie Oceaniczne (Polish Ocean Lines, POL) in dem Gebäude.
Die Bank Gospodarstwa Krajowego ließ in der ulica 3 Maja 27/31 Ecke ulica Batorego 26 (Stephan-Bathory-Str.) durch Stanisław Ziołowski das größte Wohngebäude Gdingens der Vorkriegszeit errichten. Auffällig ist das halbrunde Überbautürmchen an der ulica 3 Maja (Str. des 3. Mai 1791). Das Gebäude war modern ausgestattet u. a. mit einer Tiefgarage. Die Fassaden sind mit Kalkstein aus Szydłowiec im Karpathenvorland geschmückt. In der ulica Wójta Radtkego (Bürgermeister-Radtke-Str.) schufen Stefan Reychman und Jerzy Müller von 1935 bis 1938 die Markthalle, eine dreiteilige Bogenkonstruktion.
Im Rahmen der Stadterweiterungspläne des Architekten Stanisław Filipowski wurde 1935 bis 1937 in Verlängerung der Achse der ulica 10 Lutega die 600 m lange und 120 m breite repräsentative Südmole an Stelle des alten Holzstegs erbaut. Am Ende der Mole sollte ein 10 Meter hoher Obelisk an die in den Jahren 1918 bis 1921 erfolgte Vereinigung des dreigeteilten Polens zur Zweiten Republik erinnern. Dazu ist es nie gekommen, heute steht dort eine von Zdzisław Koseda geschaffene Statue des Schriftstellers Joseph Conrad Korzeniowski.
Auf der Südmole entstand ab 1937 – unterbrochen durch den Zweiten Weltkrieg – das Aquarium, das dann 1971 eröffnete.
Als weiterer repräsentativer Bau in dieser guten Stube Gdingens errichteten Bohdan Damięcki und Tadeusz Sieczkowski 1938/1939 das Haus des Polnischen Seglers. Ein runder vorspringender Bauteil bestimmt die Fassade zum Seglerbassin (Basen Żeglarski). Heute sind hier die Marinenavigationsschule der Westerplatte-Helden-Marineakademie und ein Planetarium untergebracht. Ferner liegen an der Südmole die oben erwähnten Museumsschiffe ORP Błyskawica und Dar Pomorza. Stanisław Płoski errichtete 1936 das Haus der Schwedischen Seeleute in der ulica Jana z Kolna 25, in dem ein Hotel und ein schwedisches Konsulat unterkamen.
Am Plac Konstytucji 5 entstand 1936 das funktionalistische Gebäude für Kreisgericht und Staatsanwaltschaft. Familie Orłowski ließ sich 1936 in der ulica Świętojańska 68 ein modernistisches Eckhaus erbauen, das aus einem sechsgeschossigen Baukörper mit abgerundeten Ecken und Fenstern und einem siebenstöckigen quaderförmigen Bau besteht. Die Fassaden sind mit hellem Sandstein verblendet. Bis 1939 logierte in den unteren Etagen eine Filiale der französischen Warenhauskette Le Bon Marché. Heute findet sich hier ein Buch- und Pressesalon.
Im gleichen Jahr ebenfalls in ulica Świętojańska 122 Ecke Aleja Piłsudskiego schuf der Architekt Leon Mazalon für sich und den Anwalt Antoni Ogończyk-Bloch ein Eckhaus mit interessanter Betonung der Ecklage durch senkrecht übereinander liegende stromlinienförmige Wintergärten und ähnlichen Balkonen zur Aleja Piłsudskiego. Gegenüber dem Hauptbahnhof entstand ebenfalls 1936 ein monumentales Gebäude nach Entwürfen von Zbigniew Karpiński (Polnisch), T. Sieczkowski und R. Sołtyński. Der avantgardistische Bau besteht aus einem Hauptquader, in dem sich die Eingänge und die hohe Haupthalle befinden, zwei symmetrischen geschwungenen Flügeln sowie einem geradlinigen Flügel zur ulica Jana z Kolna.
Am Skwer Kościuszki 16 erbauten 1937/38 Zbigniew Kupiec und Tadeusz Kossak für Familie Jurkowski ein modernes Bürgerhaus in Stahlbetonskelettbauweise mit einer mit gelben Keramikplatten verblendeten Fassade. Für Grünanlagen wurde gesorgt. Auf dem Steinberg entstand ein Park und die Hochredlauer Kämpe (Kępa Redłowska) mit ihren Wäldern und Kliffs wurde 1938 mit 110 ha zum Naturpark erklärt.
Eine 1½ Kilometer lange Ostseepromenade, der Feliks-Nowowiejski-Boulevard, verbindet die Hochredlauer Kämpe mit der Stadt.
1939 schufen Kupiec und Kossak in der ulica Świętojańska 55 Ecke ulica Żwirki i Wigury für Familie Krenski ein Eckhaus mit hohem Eckbau und niedrigeren Seitenflügeln zu den Nachbarhäusern. Durch den Kriegsbeginn blieben der Bau unverputzt, das Erdgeschoss ohne Ausbau und der importierte Aufzug im Hafen liegen.

### Museen

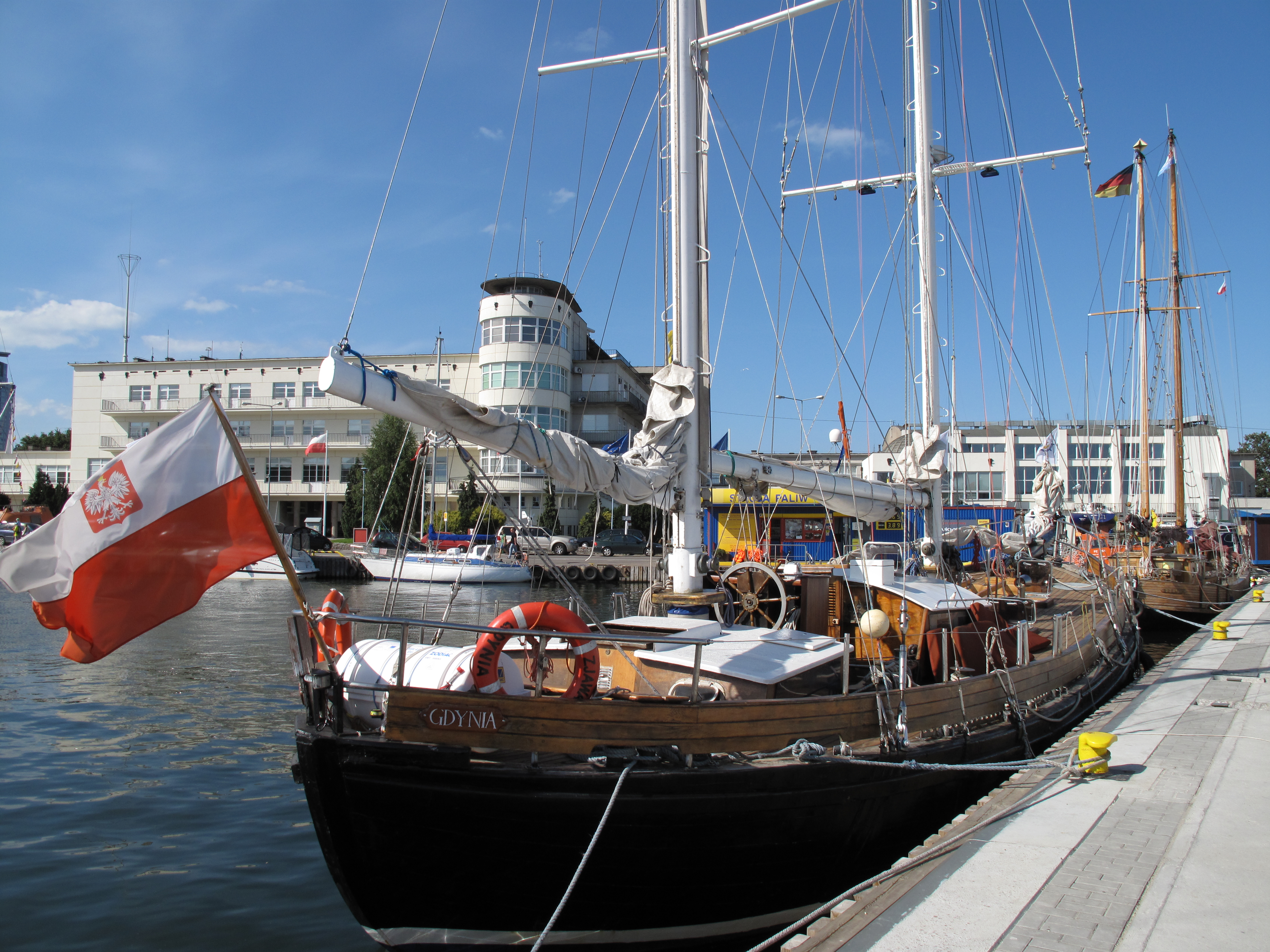
Schiffe am Yachthafen von Gdynia mit Blick auf das Planetarium

- Museum Abraham-Haus (ul. Starowiejska 30)
- Kraftfahrzeugmuseum (ulica Żwirowa 2C)
- Museum der Kaschubenmärchen (ul. Zwycięstwa 36/108)
- Museum der Stadt Gdingen (ul. Zawiszy Charnego 1)
- Żeromski-Haus (ul. Orłowska 6)
- Planetarium Antoni Ledóchowski (aleja Jana Pawła II, Eingang vom Yachthafen)
- Emigrationsmuseum Gdynia

Maritime Museen
- Aquarium Gdynia (aleja Jana Pawła II 1)
- Museumsschiff ORP Błyskawica (aleja Jana Pawła II, Nabrzeże Pomorskie/Pommernkai)
- Museumsschiff Dar Pomorza (aleja Jana Pawła II, Nabrzeże Pomorskie/Pommernkai)
- Freilichtmuseum der Hochseefischerei (ul. Orłowska 6)
- Museum der Kriegsmarine (ul. Sędzickiego 3)
- Museum des Pommerschen Maritimen Handwerks (ul. Waszingtona 21, im Kultur- und Vergnügungszentrum Gemini)

### Theater

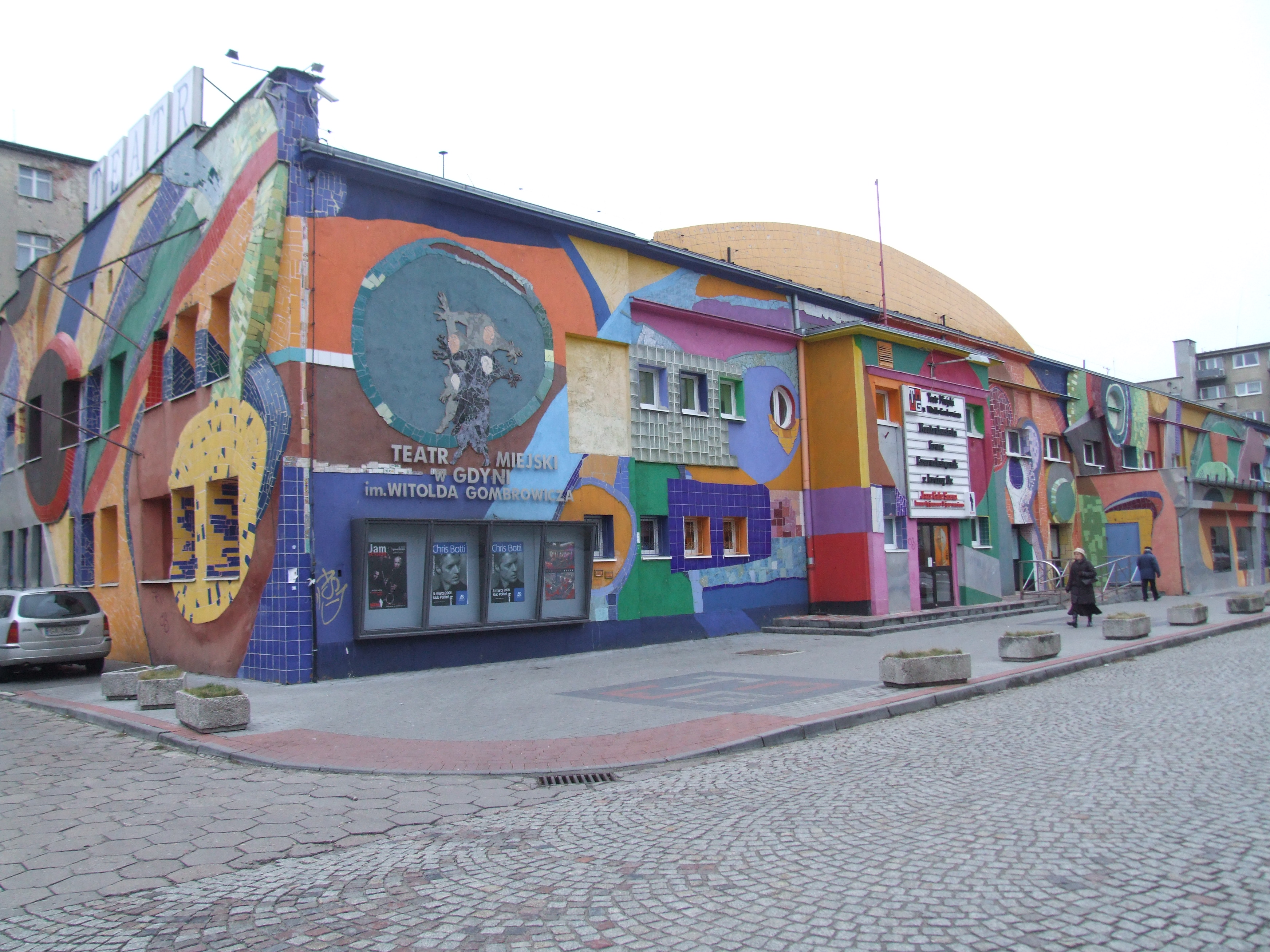
Witold-Gombrowicz-Theater

- Danuta-Baduszkowa-Musiktheater (płac Grunwaldzki 1)
- Witold-Gombrowicz-Theater (ul. Bema 26)
- Sommertheater auf der Strandbühne im Stadtteil Orłowo
- Teatr Gdynia Główna (Plac Konstytucji)[189]

### Film
- Polnisches Spielfilmfestival (Festiwal Polskich Filmów Fabularnych, FPFF, seit 1986 in Gdynia)[190]

### Musik
- Jährliches Musikfestival Open’er Festival auf dem Flugplatz

## Sport

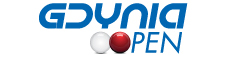
Logo der Gdynia Open

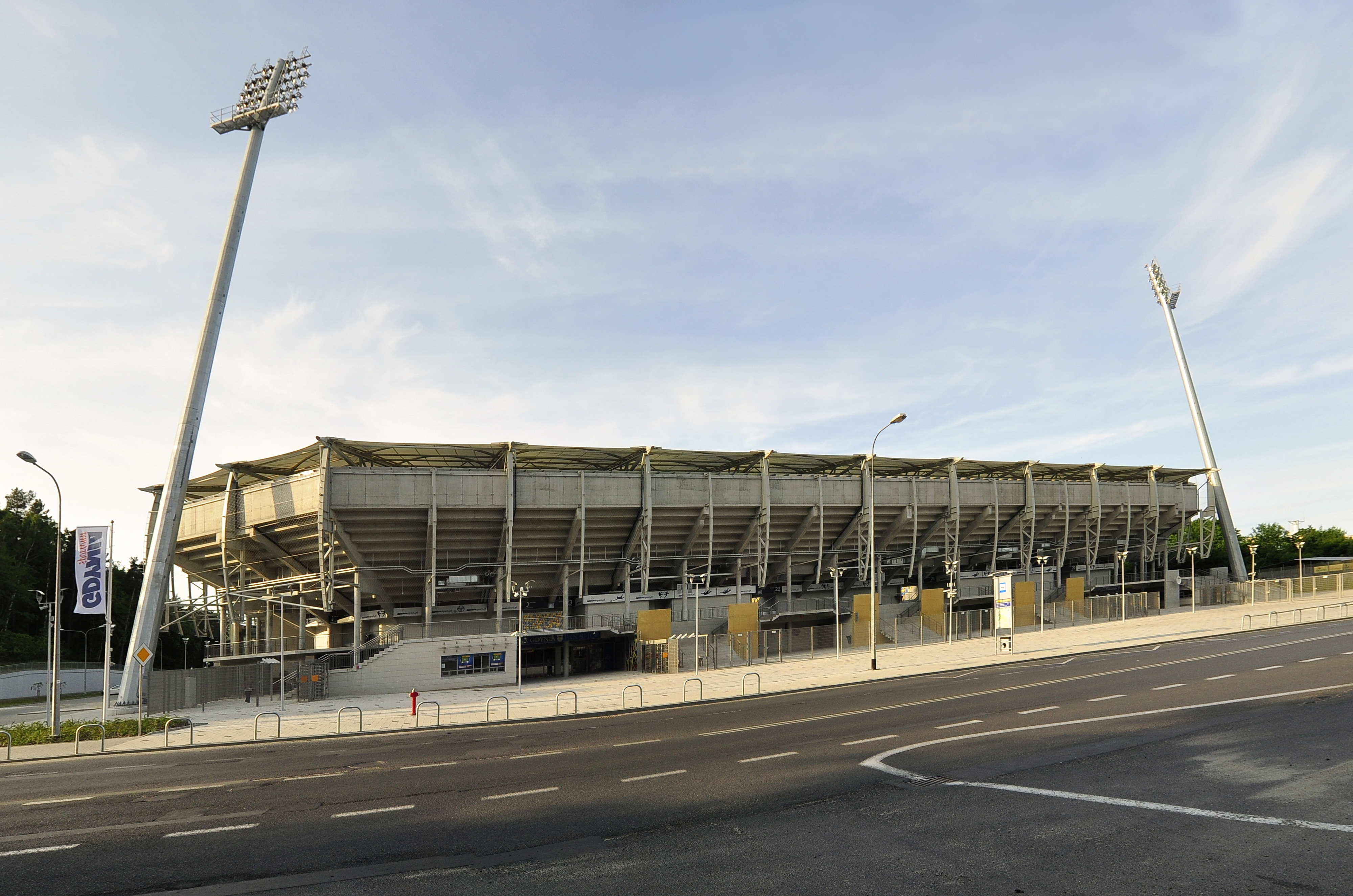
GOSiR-Stadion

Im GOSiR-Stadion im Stadtteil Redłowo tragen die Fußballvereine Arka Gdynia und Bałtyk Gdynia ihre Heimspiele aus. Weitere Fußballvereine sind Nauta Gdynia, Klub Piłkarski Gdynia und NKS Błyskawica Gdynia.
Der Rugby-Verein RC Arka Gdynia gewann 2005 den European Regions Cup.
In der Stadt beheimatet ist der mehrfache polnische Basketballmeister Asseco Gdynia. Das Basketballteam Basket Gdynia spielt seit 1999 in der Euroleague der Frauen.
Vor dem Hintergrund der auch in Polen wachsenden Beliebtheit des Billardsports Snooker beschloss die World Professional Billiards & Snooker Association, ab 2012 die Gdynia Open als Teil der Players Tour Championship (PTC) auszutragen. 2014 wurde das Turnier erstmals komplett in der Gdynia Sports Arena gespielt. Mit der Einstellung der PTC fand die letzte Gdynia Open im Jahr 2016 statt.
Seit 2015 ist Gdynia Austragungsort des Ironman 70.3 und 2021 fand mit dem Ironman Gdynia die erste Ausgabe über die volle Ironman-Distanz (3,86 km Schwimmen, 180,2 km Radfahren und 42,195 km Laufen) mit Qualifikationsmöglichkeit für die Weltmeisterschaft auf Hawaii statt.

## Politik

### Stadtpräsident
An der Spitze der Stadtverwaltung steht ein Stadtpräsident, der von der Bevölkerung direkt gewählt wird. Von 1998 bis 2024 war dies Wojciech Szczurek. Seit 2024 ist Aleksandra Kosiorek vom Wahlkomitee „Gdynia Dialog“ neue Stadtpräsidentin.
Die Abstimmung 2024 brachte folgendes Ergebnis:
- Aleksandra Kosiorek (Wahlkomitee „Gdynia Dialog“) 34,4 % der Stimmen
- Tadeusz Szemiot (Koalicja Obywatelska) 25,9 % der Stimmen
- Wojciech Szczurek (Wahlkomitee Wojciech Szczurek) 23,5 % der Stimmen
- Marek Dudziński (Wahlkomitee „Rechte und soziale Wähler“) 12,8 % der Stimmen
- Przemysław Olczyk (Konfederacja und unabhängige lokale Verwaltungen für Pommern) 3,4 % der Stimmen

Damit schied Amtsinhaber Szczurek bereits im ersten Wahlgang aus. Zur neuen Stadtpräsidentin wurde in der notwendigen Stichwahl Aleksandra Kosiorek mit 62,5 % gegen Tadeusz Szemiot gewählt.
Die Abstimmung 2018 brachte folgendes Ergebnis:
- Wojciech Szczurek (Wahlkomitee Wojciech Szczurek) 67,9 % der Stimmen
- Marcin Horała (parteilos) 16,9 % der Stimmen
- Zygmunt Żmuda-Trzebiatowski (Prawo i Sprawiedliwość) 11,3 % der Stimmen
- Marcin Strzelczyk (Sojusz Lewicy Demokratycznej / Lewica Razem) 2,4 % der Stimmen
- Übrige 1,6 % der Stimmen

Damit wurde Szczurek bereits im ersten Wahlgang wiedergewählt.

### Stadtrat
Der Stadtrat besteht aus 28 Mitgliedern und wird direkt gewählt. Die Stadtratswahl 2024 führte zu folgendem Ergebnis:
- Koalicja Obywatelska (KO) 39,7 % der Stimmen, 13 Sitze
- Wahlkomitee „Gdynia Dialog“ 23,8 % der Stimmen, 7 Sitze
- Wahlkomitee Wojciech Szczurek 18,8 % der Stimmen, 5 Sitze
- Wahlkomitee „Rechte und soziale Wähler“ 13,6 % der Stimmen, 3 Sitze
- Konfederacja und unabhängige lokale Verwaltungen für Pommern 4,01 % der Stimmen, kein Sitz
- Übrige 0,1 % der Stimmen, kein Sitz

Die Stadtratswahl 2018 führte zu folgendem Ergebnis:
- Wahlkomitee Wojciech Szczurek 48,3 % der Stimmen, 17 Sitze
- Prawo i Sprawiedliwość (PiS) 19,0 % der Stimmen, 5 Sitze
- Koalicja Obywatelska (KO) 18,4 % der Stimmen, 5 Sitze
- Wahlkomitee „Gemeinsam für Gdynia“ 9,1 % der Stimmen, 1 Sitz
- Sojusz Lewicy Demokratycznej (SLD) / Lewica Razem (LR) 3,5 % der Stimmen, kein Sitz
- Übrige 1,9 % der Stimmen, kein Sitz

### Bürgerinitiativen und Bürgerhaushalt
Gdynia besitzt zahlreiche Bürgerinitiativen, unter anderem zum Thema Verkehr und Nachhaltigkeit, bei dem die Stadt eine Vorreiterrolle einnehmen will. Im Dezember 2023 erhielt die Stadt eine Auszeichnung vom Verband polnischer Kommunen für die Ermittlung der eigenen CO2-Bilanz und den Entschluss, die Emissionen bis 2030 verglichen mit 2020 um 43 % zu reduzieren. Wie andere, meist größere polnische Städte führt Gdynia einen Bürgerhaushalt, über den die Stadtbewohner abstimmen können. Dieser betrug zuletzt 12 Mio. Złoty, wobei die Stadtteile über den Großteil verfügen.

### Städtepartnerschaften
Gdynia listet Partnerstädte und einen Gemeindeverbund:
| Stadt                         | Land                            | seit | Typ                |
| ----------------------------- | ------------------------------- | ---- | ------------------ |
| Aalborg                       | Nordjylland, Dänemark           | 1987 | Partnerstadt       |
| Baranawitschy                 | Brest, Belarus                  | 1993 | beendet            |
| Brooklyn, New York City       | New York, Vereinigte Staaten    | 1991 | Partnerstadt       |
| Côte d’Opale (Metropolregion) | Hauts-de-France, Frankreich     | 2004 | Partnerstadt       |
| Haikou                        | Zhongnan, Volksrepublik China   | 2006 | Partnerstadt       |
| Karlskrona                    | Blekinge, Schweden              | 1990 | Partnerstadt       |
| Kiel                          | Schleswig-Holstein, Deutschland | 1985 | Partnerstadt       |
| Klaipėda                      | Litauen                         | 1993 | Partnerstadt       |
| Kotka                         | Kymenlaakso, Finnland           | 1988 | Partnerstadt       |
| Kristiansand                  | Agder, Norwegen                 | 1991 | Partnerstadt       |
| Kunda                         | Lääne-Viru, Estland             | 2001 | Partnerstadt       |
| Liepāja                       | Kurzeme, Lettland               | 1999 | Partnerstadt       |
| Plymouth                      | England, Vereinigtes Königreich | 1976 | Partnerstadt       |
| Rustawi                       | Niederkartlien, Georgien        | 2010 | Städtefreundschaft |
| Schytomyr                     | Ukraine                         | 2022 | Partnerstadt       |
| Seattle                       | Washington, Vereinigte Staaten  | 1994 | Partnerstadt       |
| Zhuhai                        | Zhongnan, Volksrepublik China   | 2017 | Städtefreundschaft |

## Persönlichkeiten

### Söhne und Töchter der Stadt
- Leon von Czarlinski (1835–1918), Jurist, Rittergutsbesitzer und Mitglied des deutschen Reichstags
- Waldemar Oehlke (1879–1949), Germanist und Literaturhistoriker
- Georg von Brauchitsch (1885–1940), Klassischer Archäologe (geb. in Klein-Katz)
- Zbigniew Ciesielski (1934–2020), Mathematiker
- Lech Pruchno-Wróblewski (1939–2005), Politiker
- Jan Szlaga (1940–2012), Bischof von Pelplin
- Gernot Uwe Gabel (1941–2024), deutscher Bibliothekar und Literaturwissenschaftler
- Roland Kliesow (* 1941), deutscher Diplomat
- Hans-Dieter Handrack (* 1942), deutscher Historiker
- Helmut Nadolski (* 1942), Jazz- und Improvisationsmusiker, Komponist
- Gunnar Heinsohn (1943–2023), deutscher Gesellschafts- und Wirtschaftswissenschaftler, Hochschullehrer
- Hans-Joachim Leyenberg (* 1943), deutscher Journalist
- Jörg Berger (1944–2010), deutscher Fußballspieler und -trainer
- Klaus Hurrelmann (* 1944), deutscher Sozial- und Gesundheitswissenschaftler
- Jürgen Schöning (* 1944), deutscher Politiker
- Joanna Senyszyn (* 1949), Politikerin
- Arkadiusz Rybicki (1953–2010), Politiker, Bürgerrechtler, Staatssekretär und Vizeminister Polens
- Ryszard Krauze (* 1956), Unternehmer
- Janusz Kaczmarek (* 1961), Jurist und Politiker
- Józef Szamocki (* 1954), Weihbischof in Toruń
- Sławomir Cenckiewicz (* 1971), Historiker, antikommunistischer Aktivist und Autor
- Krzysztof Charamsa (* 1972), Priester und Theologe
- Jarosław Rodzewicz (* 1973), Fechter
- Karolina Gumos (* 1975), Opernsängerin an der Komischen Oper Berlin
- Marcin Mięciel (* 1975), Fußballspieler
- Urszula Pontikos (* 1975), Filmregisseurin und Kamerafrau
- Marzena Sienkiewicz (* 1975), Journalistin und Wettermoderatorin
- Adam Weiner (* 1975), Handballspieler
- Adam Darski (* 1977), Gitarrist und Sänger der Band Behemoth
- Michael Klim (* 1977), australischer Schwimmer
- Anna Rybicka (* 1977), Fechterin
- Magdalena Brzeska (* 1978), polnisch-deutsche Turnerin
- Norbert Lange (* 1978), deutscher Schriftsteller
- Mariusz Waras (* 1978), Wandmaler
- Daniel Koziarski (* 1979), Autor und Journalist
- Stefan Liv (1980–2011), schwedischer Eishockeytorhüter
- Żaklin Nastić (* 1980), polnisch-deutsche Politikerin
- Agnieszka Pomaska (* 1980), Politikerin
- Monika Pyrek (* 1980), Stabhochspringerin
- Sylwia Gruchała (* 1981), Florett-Fechterin
- Łucja Madziar (* 1981), Geigerin
- Anna Rogowska (* 1981), Leichtathletin
- Artur Dziambor (* 1982), Politiker und Unternehmer im privaten Bildungssektor[199][200]
- Jan Daniluk (* 1984), Historiker und Publizist
- Klaudia Jans-Ignacik (* 1984), Tennisspielerin
- Karolina Lodyga (* 1984), deutsche Schauspielerin
- Martin Gregorius (* 1991), Kirchenmusiker
- Przemysław Słowikowski (* 1993), Sprinter
- Maciej Gębala (* 1994), Handballspieler
- Paweł Tarnowski (* 1994), Windsurfer
- Martyna Byczkowska (* 1995), Schauspielerin und Model
- Tomasz Gębala (* 1995), Handballspieler
- Aleksandra Formella (* 2001), Sprinterin
- Jakub Powarzyński (* 2002), Handballspieler

### Mit Gdynia verbundene Personen

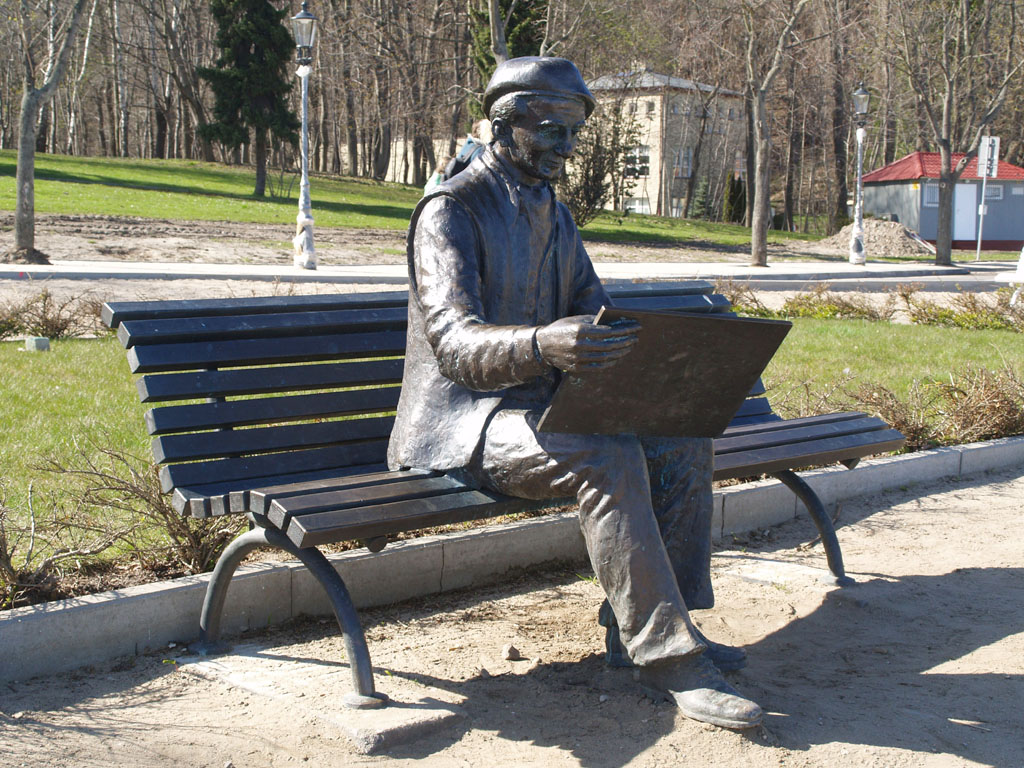
Denkmal für den Maler Antoni Suchanek

- Danuta Baduszkowa (1919–1978), Theaterregisseurin, Pädagogin, Direktorin des Musiktheater Gdingen
- Henryk Bista (1934–1997), Schauspieler
- Karol Olgierd Borchardt (1905–1986), Kapitän auf großer Fahrt und Schriftsteller maritimer Genres, lebte ab 1948 bis zu seinem Tod auf dem Steinberg
- Artur Brausewetter (1864–1946), Pfarrer und Schriftsteller, schrieb das Schauspiel Ich bin Doktor Eckhart, das 1942 an den Städtischen Bühnen Zoppot-Gotenhafen gespielt wurde
- Mariola Brillowska (* 1961), Künstlerin, ging in Gdynia auf das Kunstgymnasium
- Maria Dąbrowska (1889–1965), Schriftstellerin, schrieb über die Stadt
- Manfred Eisele (* 1938), General der Bundeswehr
- Aleksander Majkowski (1876–1938), Schriftsteller, lebte in Gdingen und schrieb über die Stadt
- Marian Mokwa (1889–1987), polnischer Maler, Galerist in Gdynia
- Władysław Orkan (1875–1930), Schriftsteller, schrieb über die Stadt
- Kazimierz Ostrowski (1917–1999), polnischer Maler
- Julian Rummel (1878–1954), Ingenieur, Geschäftsführer poln. und internationaler Reedereien, Spiritus rector der poln. Seefahrt[201]
- Günther Schwarz (1928–2009), evangelischer Theologe und Philologe
- Wacław Sieroszewski (1858–1945), Schriftsteller, erbaute sich die Villa Kadrowska auf dem Steinberg, schrieb den Roman Brama na świat (Tor zur Welt) über Gdingen
- Antoni Suchanek (1901–1982), Marinemaler, lebte bis zu seinem Tod in Gdingen
- Tadeusz Wenda (1863–1948), Ingenieur, ein wesentlicher Planer und Leiter des Hafenbaus[202]

#### Ehrenbürger
- Tadeusz Gocłowski (1931–2016), Erzbischof von Danzig (2002)

#### Fiktive Personen
- Ernst Stavro Blofeld, Erzgegner von James Bond
- Janek Wiśniewski (Pieśń o Janku Wiśniewskim z Gdyni), eine fiktive Person stellvertretend für alle Getöteten des Aufstands von 1970 in Polen

### Stadtoberhäupter

Flagge von Gdynia

- 1918–1926: Jan Radtke, Gemeindevorsteher (wójt/Vogt)
- 1926–1928: August(yn) Krause, burmistrz/Bürgermeister
- 1928–1929: Hilary Ewert-Krzemieniewski, Bürgermeister
- 1929–1931: Mieczysław Bilek, prezydent/Präsident
- 1931–1939: Vakanz (Selbstverwaltung durch Regierungskommissar eingeschränkt)
  - 1931: Bronisław Biały, komisarz rządu/Regierungskommissar
  - 1931–1932: Zygmunt Zabierzowski, Regierungskommissar
  - 1932–1933: Seweryn Czerwiński, Regierungskommissar
  - 1933–1939: Franciszek Sokół, Regierungskommissar
  - 1939: Lucjan Skupień, kommissarischer Regierungskommissar
- 1939–1945: Vakanz (keine legitime Verwaltung während der Besatzung)
  - 1939–1945: Horst Schlichting, als besatzungsamtlicher Oberbürgermeister/nadburmistrz
- 1945: Anatol Zbaraski, Präsident
- 1945–1950: Henryk Zakrzewski, Präsident
- 1950–1952: Antoni Kozłowski, przewodniczący Prezydium MRN/Vorsitzender des Präsidiums des Nationalen Stadtrats
- 1952: Alfred Miller, Vorsitzender des Präsidiums
- 1952–1954: Jan Depak, Vorsitzender des Präsidiums
- 1954–1959: Konstanty Rek, Vorsitzender des Präsidiums
- 1959–1968: Mieczysław Wójcik, Vorsitzender des Präsidiums
- 1968–1969: Teodor Czapczyk, Vorsitzender des Präsidiums
- 1969–1973: Jan Mariański, Vorsitzender des Präsidiums
- 1973–1979: Aleksy Latra, Präsident
- 1979–1985: Jan Krzeczkowski, Präsident
- 1985–1990: Zbigniew Biernat, Präsident
- 1990: Zbigniew Koriat, Präsident
- 1990–1998: Franciszka Cegielska (1946–2000), Präsidentin
- 1998–2024: Wojciech Szczurek, Präsident
- seit 2024: Aleksandra Kosiorek, Präsidentin[203]

## Sonstiges
Der Ort ist Namensgeber des Gdynia Point, Antarktika.